# Rod (mitologija)
Rod (staroruski: Род) božanstvo je u istočnoslavenskoj mitologiji koje se u Slovu nekojega kristoljupca i revnitelja za pravu vjeru, najranijem izvoru, spominje kao predmet molitve. Kontroverzni autor Boris Rybakov u svojim je djelima tvrdio da Rod predstavlja staro vrhovno božanstvo Slavena, no to je mišljenje manjinsko među stručnjacima.

## Povijesni izvori
U Slovu nekojega kristoljupca i revnitelja za pravu vjeru stoji:
»...toga radi ne priliči se kršćanima igrati bijesovske igre, što je plesanje, svirka, pjesme bijesovske i žrtva idolima, što se mole pod sušarom za žito ognju i vilama i Mokoši i Semu i Reglu i Perunu i Volosu, stočjem bogu, Rodu i Rođenicama i svima onima koji su im slični.«
U jednom ruskom dokumentu iz 16. stoljeća piše da se molitva »vilama, rodu, roženicama« i njihovo svetkovanje kažnjavalo s »tri godine posta s klanjanjem«.
Komentar na jedno starorusko evanđelje o stvaranju čovjeka iz 15. stoljeća posvećen je opovrgavanju ideje da je Rod istovjetan kršćanskomu Bogu.